# Сборная Беларуси по шахматам
Сборная Беларуси по шахматам представляет Беларусь на международных шахматных турнирах. Контроль и организацию осуществляет Белорусская шахматная федерация. Наивысший рейтинг сборной — 2609 (2004).

## Международные турниры
| Шахматная олимпиада | Шахматная олимпиада | Шахматная олимпиада |
| Год                 | Город               | Место               |
| ------------------- | ------------------- | ------------------- |
| 1992                | Манила              | не участвовала      |
| 1994                | Москва              | 12                  |
| 1996                | Ереван              | 33                  |
| 1998                | Элиста              | 13                  |
| 2000                | Стамбул             | 32                  |
| 2002                | Блед                | 17                  |
| 2004                | Кальвиа             | 18                  |
| 2006                | Турин               | 36                  |
| 2008                | Дрезден             | 18                  |
| 2010                | Ханты-Мансийск      | 14                  |
| 2012                | Стамбул             | 29                  |
| 2014                | Тромсё              | 11                  |
| 2016                | Баку                | 14                  |
| 2018                | Батуми              |                     |
| 2020                | Ханты-Мансийск      |                     |

| Командный чемпионат Европы | Командный чемпионат Европы | Командный чемпионат Европы |
| Год                        | Город                      | Место                      |
| -------------------------- | -------------------------- | -------------------------- |
| 1992                       | Дебрецен                   | 24                         |
| 1997                       | Пула                       | 9                          |
| 1999                       | Батуми                     | 9                          |
| 2001                       | Леон                       | 10                         |
| 2003                       | Пловдив                    | 8                          |
| 2005                       | Гётеборг                   | не участвовала             |
| 2007                       | Ираклион                   | не участвовала             |
| 2009                       | Нови-Сад                   | не участвовала             |
| 2011                       | Порто Каррас               | не участвовала             |
| 2013                       | Варшава                    | 15                         |
| 2015                       | Рейкьявик                  | не участвовала             |
| 2017                       | Крит                       | 18                         |
| 2019                       | Батуми                     | 24                         |

## Статистика
| Турнир                     | Участий | Годы            | Лучший результат |
| -------------------------- | ------- | --------------- | ---------------- |
| Шахматная олимпиада        | 12      | 1994—2016       | 12 место (1994)  |
| Командный чемпионат Европы | 6       | 1992—2003, 2013 | 8 место (2003)   |

## Состав сборной

### Игроки
За сборную в разные годы участвовали 18 шахматистов: Алексей Александров, Сергей Азаров, Вячеслав Дыдышко, Борис Гельфанд, Андрей Жигалко, Сергей Жигалко, Андрей Ковалёв, Владислав Ковалёв, Герман Кочетков, Виктор Купрейчик, Евгений Мочалов, Евгений Подольченко, Станислав Сметанкин, Кирилл Ступак, Виталий Тетерев, Юрий Тихонов, Алексей Фёдоров, Юрий Шульман

### Состав сборной 2012
| Доска            | Шахматист         | Рейтинг |
| ---------------- | ----------------- | ------- |
| 1-я              | Сергей Жигалко    | 2667    |
| 2-я              | Андрей Жигалко    | 2582    |
| 3-я              | Виталий Тетерев   | 2528    |
| 4-я              | Кирилл Ступак     | 2523    |
| резервная        | Владислав Ковалёв | 2485    |
| Сборная Беларуси | Сборная Беларуси  | 2575    |

### Гвардейцы
Чаще других за сборную выступали: Алексей Александров,  Вячеслав Дыдышко и Алексей Фёдоров — все по 11 турниров.

### Трансферы
| Ушли           | Ушли    | Ушли |
| Шахматист      | Куда    | Год  |
| -------------- | ------- | ---- |
| Борис Гельфанд | Израиль | 1999 |
| Юрий Шульман   | США     | 2008 |

## Достижения

### Индивидуальный зачёт
На шахматных олимпиадах несколько белорусских шахматистов удостоились медалей разного достоинства в рамках личного зачёта по своим доскам:
Шахматная олимпиада 1994:
- Вячеслав Дыдышко — 1-я резервная доска

Шахматная олимпиада 1998:
- Алексей Александров — 2 доска.

Шахматная олимпиада 2010:
- Виталий Тетерев — 3 доска.
- Кирилл Ступак — резервная доска.